# 苏仙岭街道
苏仙岭街道，是中华人民共和国湖南省郴州市苏仙区下辖的一个乡镇级行政单位。

## 行政区划
苏仙岭街道下辖以下地区：
苏园路社区、立交桥社区、高山背社区、白鹿洞社区、龙船头社区、鳌头湾社区、六角亭社区、杨家坪社区、南岭山庄社区、飞虹路社区、陈家湾社区、解放里社区、胜利里社区、四普庄社区、苏仙北路社区和苏仙岭社区。